# Ostoja Góry Słonne
Ostoja Góry Słonne (do 2013 roku pod nazwą Góry Słonne; kod obszaru PLH180013) – projektowany specjalny obszar ochrony siedlisk, aktualnie obszar mający znaczenie dla Wspólnoty, obejmujący fragment Gór Słonnych oraz Pogórza Przemyskiego, o powierzchni 46 071,46 ha.

## Typy siedlisk przyrodniczych
Ochronie podlegają tu następujące typy siedlisk z załącznika I dyrektywy siedliskowej:
- żyzna buczyna karpacka Dentario glandulosae-Fagetum – ok. 45% obszaru
- kwaśna buczyna górska Luzulo luzuloidis-Fagetum
- grąd Tilio-Carpinetum
- jaworzyny ze związku Tilio-Acerion pseudoplatani
- łęgi: nadrzeczna olszyna górska Alnetum incanae, podgórski łęg jesionowy Carici remotae-Fraxinetum
- murawy bliźniczkowe ze związku Nardion
- łąki świeże ze związku Arrhenatherion

## Fauna
Występują tu następujące gatunki zwierząt wymienione w załączniku II:
- wilk Canis lupus
- ryś Lynx lynx
- niedźwiedź brunatny Ursus arctos
- wydra Lutra lutra
- bóbr Castor fiber
- traszka grzebieniasta Triturus cristatus
- kumak górski Bombina variegata
- traszka górska Mesotriton alpestris
- koza złotawa Sabanejewia aurata
- głowacz białopłetwy Cottus gobio
- minóg ukraiński Eudontomyzon mariae
- biegacz gruzełkowaty Carabus variolosus
- biegacz Zawadzkiego Carabus zawadzkii

## Inne formy ochrony przyrody
Prawie 93% powierzchni obszaru leży w granicach Parku Krajobrazowego Gór Słonnych, zaś kolejne 6,25% w granicach  obszarów chronionego krajobrazu: Przemysko-Dynowskiego i Wschodniobeskidzkiego.
Na terenie obszaru znajduje się aż 12 rezerwatów przyrody: Bobry w Uhercach, Buczyna w Wańkowej, Chwaniów, Cisy w Serednicy, Dyrbek, Góra Sobień, Grąd w Średniej Wsi, Nad Trzciańcem, Na Opalonym, Na Oratyku, Polanki i Przysłup.